# Werner Buckel
Werner Buckel (* 18. Mai 1920 in Nördlingen; † 3. Februar 2003 in Karlsruhe) war ein deutscher Physiker. Er war von 1960 bis zu seiner Emeritierung 1985 ordentlicher Professor und Direktor des Physikalischen Instituts der Universität Karlsruhe.

## Werdegang
Im Anschluss an das Abitur, das er in Augsburg ablegte, studierte er an den Universitäten in München und Erlangen Physik. Nach der Unterbrechung des Studiums durch den Militärdienst im Zweiten Weltkrieg und dem damit verbundenen Lazarettaufenthalt konnte er 1946 den Abschluss als Diplom-Physiker erreichen. Es folgte eine Zeit als Assistent an der Universität Erlangen und die Promotion (1948). 1954 habilitierte Werner Buckel an der Universität Göttingen. 1959 folgte ein Ruf an die Technische Hochschule Aachen und 1960 wechselte er zur Fridericiana in Karlsruhe. Trotz Angeboten der Universität München, dem Angebot die Physikalisch-Technische Bundesanstalt in Braunschweig oder die AEG-Forschungseinrichtungen zu leiten, blieb er bis zur Emeritierung 1985 an der Technischen Hochschule in Karlsruhe. Werner Buckel war von 1971 bis 1973 Präsident der Deutschen Physikalischen Gesellschaft (DPG) und von 1986 bis 1988 Präsident der
Europäischen Physikalischen Gesellschaft.
1972 bis 1993 war er Vertreter der DPG im Vorstand der  Wilhelm und Else Heraeus-Stiftung.

## Werk
Sein wissenschaftliches Hauptarbeitsgebiet war die Untersuchung der Supraleitung. Von ihm stammt das Standardwerk Supraleitung: Grundlagen und Anwendungen. Im Rahmen seiner Beschäftigung mit Supraleitern entdeckte er schon in seiner Göttinger Zeit die amorphen Metalle. Er war 1989 bis 1992 Herausgeber der Fachzeitschrift Europhysics Letters. Im Bereich der Lehre galt er als guter Didaktiker.
Neben der wissenschaftlichen Tätigkeit ging Werner Buckel auch von einer gesellschaftlichen Verantwortung der Naturwissenschaftler aus. So stand er der Anti-Atomkraft-Bewegung nahe und lehnte die zivile Nutzung der Kernkraft ohne hinreichende Sicherheit ab. Er setzte sich für die Verbreitung der Nutzung der Sonnenenergie ein und förderte bereits zu Beginn der 1980er Jahre entsprechende Studien und Untersuchungen an seinem Institut. Er war 1984 Herausgeber des Buches „Nachdenken statt Nachrüsten: Wissenschaftler für den Frieden“.

## Ehrungen
Buckel erhielt die Ehrendoktorwürde der Universitäten Gießen (1982) und Göttingen (1985). 1984 erhielt er die höchste Auszeichnung der Tieftemperaturphysiker, den Fritz London Memorial Award. 1990 wurde ihm der Verdienstorden der Bundesrepublik Deutschland 1. Klasse verliehen. 1999 wurde er Ehrenmitglied der DPG. Er war Mitglied der Heidelberger Akademie der Wissenschaften (1968), der Leopoldina (1975) und der Akademie der Wissenschaften der DDR (1988).

## Werke (Auswahl)
- Werner Buckel, Reinhold Kleiner: Supraleitung (= Lehrbuch Physik). 7., aktualisierte und erw.  Auflage. Wiley-VCH, Weinheim 2013, ISBN 978-3-527-41139-9.
  - Übersetzung: Reinhold Kleiner, Werner Buckel: Superconductivity. 3., updated edition Auflage. Wiley-VCH Verlag GmbH & Co. KGaA, Weinheim 2016, ISBN 978-3-527-41162-7 (englisch).
- Werner Buckel, Wissenschaft in der Verantwortung – mehr als ein Ideal
- Werner Buckel, Forschen um jeden Preis?, Vortrag bei den Münsteraner Friedensgesprächen. 1985
- als Herausgeber mit Götz Großklaus, Hans Schulte: Nachdenken statt Nachrüsten. Wissenschaftler für den Frieden. Von Loeper, Karlsruhe 1984, ISBN 3-88652-011-0.